# Escut i bandera de Corbera
|  | Per a altres significats sobre escut de Corbera, vegeu «Escut de Corbera (desambiguació)». |

|  | Per a altres significats sobre bandera de Corbera, vegeu «Bandera de Corbera (desambiguació)». |

L'escut i la bandera de Corbera són els símbols representatius tradicionals del municipi valencià de Corbera (la Ribera Baixa).

## Escut heràldic
L'escut oficial de Corbera (Ribera Baixa) té el següent blasonament:
| « | Escut caironat. En camper d'or, quatre pals de gules. Carregat d'un castell d'argent, aclarit i maçonat de sable. Somats cadascun dels homenatges laterals d'un corb de sable, adreçats a l'homenatge central. Per timbre, una corona reial oberta. | » |

## Bandera de Corbera
La bandera oficial de Corbera té la següent descripció:
| « | Bandera de proporcions 2:3. De color roig carmesí. Al centre un castell d'argent o gris perla amb tres homenatges, i és el central major en altura i volum que els dos laterals, maçonat i aclarit de negre. Sobre els homenatges laterals dos corbs enfrontats de negre. Flanquejat el castell en ambdós costats de dos cairons, amb les armes dels reis d'Aragó. Al timbre, sobre cada un dels dos cairons, una corona reial. | » |

## Història
L'escut va ser aprovat per Resolució del 3 de desembre de 1999, del conseller de Justícia i Administracions Públiques. Publicat en el DOGV núm. 3.669, de 19 de gener de 2000.
Aquest és l'escut tradicional de Corbera, emprat des del segle xvi, amb la representació del castell, conquerit per Jaume I als musulmans el 1248, i els corbs com a senyal parlant al·lusiu al nom de la vila. Els quatre pals recorden la seva condició de vila reial, que el 1418 fou cap de la jurisdicció anomenada Honor de Corbera.
La bandera va ser aprovada per Resolució d'1 de desembre de 2005, del conseller de Justícia, Interior i Administracions Públiques. Publicat en el DOGV núm. 5.170, de 4 de gener de 2006.